# The Ultra Zone
„The Ultra Zone“ е студиен албум на американския китарист Стив Вай, издаден през 1999 г. „The Ultra Zone“ много прилича на предишния му албум „Fire Garden“ по това, че първата част се състои предимно от инструментални, а втората – предимно от вокални парчета (за разлика от него, обаче, този албум не е разделен на две „фази“). Този албум прави впечатление и с двете парчета трибюти към Франк Запа („Frank“) и Стиви Рей Вон („Jibboom“). В записа на песента „Asian Sky“ взимат участие Коши Инаба и Так Мацумото от японската група B'z.